# Okolo Slovenska
Okolo Slovenska, znany również jako Tour de Slovaquie, Tour of Slovakia i Dookoła Słowacji – wieloetapowy wyścig kolarski rozgrywany na Słowacji, w ostatnich latach we wrześniu. Od 2005 roku należy do cyklu UCI Europe Tour i ma kategorię 2.1.
Wyścig odbył się po raz pierwszy w roku 1954 i organizowany jest co rok (w latach 1961-63 wyścig nie odbył się). Rekordzistami pod względem ilości zwycięstw w klasyfikacji generalnej są kolarze gospodarzy Miloš Hrazdíra i Jiří Škoda - po trzy triumfy.
Dwukrotnie klasyfikację generalną wyścigu wygrywali polscy kolarze – w 2004 roku Piotr Chmielewski, a dwa lata później Radosław Romanik.

## Zwycięzcy
Opracowano na podstawie:
| Rok  | Pierwsze                   | Drugie                  | Trzecie                    |
| ---- | -------------------------- | ----------------------- | -------------------------- |
| 1954 | Karel Nesl                 | Josef Křivka            | Jan Kubr                   |
| 1955 | Jan Veselý                 | Bedrich Plank           | Vlastimil Ružička          |
| 1956 | Aurelio Cestari            | Alberto Emiliozzi       | Karl-Magnus Åmell          |
| 1957 | Pierre Le Don              | Günter Oldenburg        | Horst Kappel               |
| 1958 | Walter Renner              | Josef Křivka            | Rudolf Revay               |
| 1959 | Lothar Höhne               | Jan Malten              | Ludevit Wiezner            |
| 1960 | Antal Megyerdi             | Rudolf Revay            | František Konečný          |
| 1964 | Matej Laczo                | Ladislav Heller         | Jiří Háva                  |
| 1965 | Jiří Háva                  | Pavel Konečný           | Bernd Patzig               |
| 1966 | Pavel Konečný              | Pavel Doležel           | Jiří Háva                  |
| 1967 | Miloš Hrazdíra             | Jiří Háva               | Pavel Konečný              |
| 1968 | Miloš Hrazdíra             | Ján Svorada             | Břetislav Souček           |
| 1969 | Břetislav Souček           | Ladislav Biľo           | Miloš Hrazdíra             |
| 1970 | Vlastimil Moravec          | Jiří Vlček              | Rudolf Labus               |
| 1971 | Jiří Háva                  | Alois Holík             | Ladislav Biľo              |
| 1972 | Antonín Bartoníček         | Vladimír Vondráček      | Ladislav Biľo              |
| 1973 | Miloš Hrazdíra             | Rudolf Labus            | Ľudovít Pavela             |
| 1974 | Pavol Čambal               | Antonin Sel             | Jiří Bartolšic             |
| 1975 | Josef Dvořák               | Rudolf Labus            | Ján Stejskal               |
| 1976 | Jiří Škoda                 | Ján Kružic              | Jostein Wilmann            |
| 1977 | Miroslav Sýkora            | Bernd Drogan            | Svatopluk Henke            |
| 1978 | Theo de Rooij              | Ramazan Galaletdinow    | Aleksandr Gusiatnikow      |
| 1979 | Jaroslav Poslušný          | Jan Brzeźny             | Andriej Wiediernikow       |
| 1980 | Jiří Škoda                 | Siergiej Suchoruczenkow | Jiří Stratílek             |
| 1981 | Andriej Wiediernikow       | Jurij Barinow           | Siergiej Pribył            |
| 1982 | Władimir Wołoszyn          | Ladislav Ferebauer      | Bernd Drogan               |
| 1983 | Bernd Drogan               | Andriej Toporiczew      | Miroslav Sýkora            |
| 1984 | Miroslav Sýkora            | Vladimír Dolek          | Andrzej Mierzejewski       |
| 1985 | Jiří Škoda                 | Kurt Konrad             | Bruno Bulić                |
| 1986 | Václav Toman               | Gennadij Alexasis       | Miloslav Vašíček           |
| 1987 | Iwan Iwanow                | Pēteris Ugrjumovs       | Miloslav Vašíček           |
| 1988 | Tomáš Sedláček             | Vladimír Švehlík        | Kurt Konrad                |
| 1989 | Pawieł Tonkow              | Vladimír Kozárek        | Andriej Wiediernikow       |
| 1990 | Miroslav Lipták            | Milan Dvorščík          | Tomáš Sedláček             |
| 1991 | Heinrich Trumheller        | Pawieł Tonkow           | Lutz Lehmann               |
| 1992 | Lubor Tesař                | Pavel Padrnos           | Mike Weissmann             |
| 1993 | Serhij Honczar             | Patrick Moster          | Steffen Blochwitz          |
| 1994 | Vladimír Švehlík           | Heiko Latocha           | Aleksiej Nakaznyj          |
| 1995 | František Trkal            | Robert Pintarič         | Vladimír Švehlík           |
| 1996 | Ján Valach                 | Roman Broniš            | Boris Premužič             |
| 1997 | Jaromír Purmenský          | Igor Kranjec            | Matthias Jandt             |
| 1998 | Andrej Hauptman            | Marcel Strauss          | Jaromír Friede             |
| 1999 | Ondřej Sosenka             | Charles Wegelius        | Piotr Chmielewski          |
| 2000 | René Andrle                | Kim Kirchen             | Ondřej Fadrny              |
| 2001 | František Trkal            | Matija Kotnik           | Michal Prusa               |
| 2002 | Gustav Larsson             | Luke Roberts            | Leonardo Zanotti           |
| 2003 | Ondřej Sosenka             | Cezary Zamana           | Dawid Krupa                |
| 2004 | Piotr Chmielewski          | Dawid Krupa             | Kamil Vrána                |
| 2005 | Martin Prázdnovský         | Martin Riška            | Eduard Worganow            |
| 2006 | Radosław Romanik           | René Andrle             | Kristoffer Gudmund Nielsen |
| 2007 | Joost van Leijen           | Martin Mareš            | Marcin Sapa                |
| 2008 | Kristoffer Gudmund Nielsen | Péter Kusztor           | Siergiej Firsanow          |
| 2009 | Leigh Howard               | Stefan Schäfer          | Pasquale Muto              |
| 2010 | Robert Vrečer              | Timon Seubert           | Maroš Kováč                |
| 2011 | Nikita Nowikow             | Tomislav Dančulović     | Kristijan Đurasek          |
| 2012 | Enrico Rossi               | Aleksandr Priszpietnyj  | Davide Rebellin            |
| 2013 | Petr Vakoč                 | Tim Mikelj              | Maroš Kováč                |
| 2014 | Ołeksandr Poływoda         | Kristjan Fajt           | Matija Kvasina             |
| 2015 | Davide Viganò              | Matthias Krizek         | Paweł Cieślik              |
| 2016 | Mauro Finetto              | Witalij Buc             | Kiriłł Pozdniakow          |
| 2017 | Jan Tratnik                | Mattia Cattaneo         | Piotr Brożyna              |
| 2018 | Julian Alaphilippe         | Jan Tratnik             | Cesare Benedetti           |
| 2019 | Yves Lampaert              | Arnaud Démare           | Stefan Küng                |
| 2020 | Jannik Steimle             | Nico Denz               | Shane Archbold             |
| 2021 | Peter Sagan                | Jannik Steimle          | Cees Bol                   |
| 2022 | Josef Černý                | Mauri Vansevenant       | Koen Bouwman               |
| 2023 | Rémi Cavagna               | Stefan Küng             | Milan Vader                |
| 2024 | Mauro Schmid               | Julian Alaphilippe      | Felix Engelhardt           |
| 2025 |                            |                         |                            |